# Jewstafi Pechlewanidi
Jewstafi Alkiwiadowitsch Pechlewanidi (russisch Евстафий Алкивиадович Пехлеваниди, griechisch Στάθης Πεχλιβανίδης; * 29. Oktober 1960 in Tschimkent, Kasachische SSR) ist ein ehemaliger sowjetischer Fußballspieler griechischer Herkunft.

## Leben und Karriere

### Herkunft
Jewstafi Pechlewanidi stammt aus einer Familie griechischer Abstammung mit ursprünglichem Familiennamen Lazaridis. Den aktuellen Namen verdankt die Familie seinem Urgroßvater, der Kampfsportler im damaligen Osmanischen Reich war und dafür den Kosenamen Pehlivan (türkisch für Ringer) erhielt, welcher sich letztendlich als Nachname in Form von anfangs Pehlivan-Oglu und nach der Flucht in die ehemalige UdSSR als Pechlewanidi durchsetzte.
Während seiner aktiven Spielerlaufbahn brachte ihm seine Abstammung den Spitznamen „Grek“ (russisch für „Grieche“) ein. Sein Großvater war ein Pontos-Grieche aus der Türkei, wanderte 1917 nach Chabarowsk aus und ließ sich später in Batumi im heutigen Georgien nieder. Pechlewanidis Vater war ebenfalls Fußballspieler und in den 1940er-Jahren hauptsächlich für Dinamo Tiflis (1940–1946) aktiv. Wie viele andere Griechen in der Sowjetunion wurde die Familie 1949 auf Befehl Stalins nach Zentralasien umgesiedelt. Jewstafi Pechlewanidi selbst wurde daher im heute kasachischen Tschimkent (Schymkent) geboren, wo er auch aufwuchs.

### Spielerkarriere
In seiner Heimatstadt begann der Stürmer Pechlewanidi als Jugendlicher beim dortigen Verein „Metallurg Tschimkent“ seine Fußballkarriere. 1979 wurde er vom sowjetischen Erstligisten Kairat Alma-Ata verpflichtet. Für die Mannschaft aus Alma-Ata stand er bis 1990 auf dem Platz und gehörte lange zu den wichtigsten Spielern des Teams. 1989 schoss er das früheste Tor in der Geschichte der sowjetischen Liga, als er zehn Sekunden nach Spielbeginn im Spiel gegen Dynamo Kiew traf. Insgesamt schoss er für Kairat 94 Tore in 273 Ligaspielen. Bekannt war er unter anderem für seine gewaltige Schusskraft.
1990, kurz vor dem Zerfall der Sowjetunion, wechselte er zu Levadiakos nach Griechenland und brachte es in seiner ersten Saison zu 10 Toren in 25 Spielen, dennoch stieg er mit seiner Mannschaft in die Zweite Liga ab. Nach späteren Streitigkeiten mit dem Trainer sowie einer aufwändigen Operation der Achillessehne wechselte er schließlich im Januar 1993 zum A.S. Fokikos, damals drittklassig. Nachdem Pechlewanidi seine Spielerlaufbahn beendet hatte, kehrte er zunächst dem Profifußball den Rücken. Eine Trainerlaufbahn schloss er für sich aus und lehnte unter anderem ein Angebot als Trainer von Ordabassy Schymkent ab. Später widmete er sich doch einer Karriere als Nachwuchstrainer sowie bei Athener Kreisligisten.
Nach dem Tod seiner Mutter 1996 zog er mit seiner Familie nach Athen, wo er bis heute wohnt.
Er bezeichnete in einem Interview Kasachstan als sein Heimatland.